# Анна Догонадзе
Анна Догонадзе (*15 лютого 1973, Мцхета, Грузинська РСР ) — грузинська і німецька стрибунка на батуті. Олімпійська чемпіонка, чемпіонка світу.

## Кар'єра
До отримання Грузією незалежності Анна Догонадзе виступала за збірну СРСР, а пізніше виступала за Грузію. У 1997 році стала бронзовою призеркою Всесвітніх ігор в Лахті.
В наступному році Догонадзе одружилася з німцем і стала представляти на міжнародних стартах Німеччину. У 1998 році на чемпіонаті світу в Сіднеї стала третьою в особистій першості, а в синхронних стрибках стала чемпіонкою світу.
Через два роки в Сіднеї Догонадзе виступила на Олімпійських іграх, до програми яких вперше були включені індивідуальні стрибки на батуті. У кваліфікаційному раунді вона показала кращий результат, але у фіналі допустила помилку і стала восьмою.
Найуспішнішим чемпіонатом світу в кар'єрі Догонадзе став чемпіонат 2001 року у данському Оденсе. Там вона здобула особисту першість, а в командних та синхронних стрибках виборола срібні медалі.
На Іграх в Афінах Догонадзе реабілітувалася за провал у Сіднеї. У кваліфікації вона посіла друге місце, а в основних змаганнях показала найкращий результат, випередивши на 0.4 бали канадку Карен Кокберн.
На Олімпіаді в Пекіні Догонадзе посіла восьме місце, а в Лондоні не пройшла у фінал, посівши у кваліфікації десяте місце.